# Michelle O'Neill
Michelle O'Neill, nacida Michelle Doris, (Clonoe, Irlanda del Norte, 10 de enero de 1977) es una política norirlandesa que ejerce como ministra principal de Irlanda del Norte desde febrero de 2024. Es vicepresidenta del partido Sinn Féin en Irlanda del Norte desde febrero de 2018. y miembro de Asamblea de Irlanda del Norte representando la región de Mid Ulster. Anteriormente fue ministra de Agricultura y Desarrollo Rural (2011-2016) y después ministra de Sanidad (2016-2017) del Gobierno de Irlanda del Norte.
El 3 de febrero de 2024 se convirtió en la primera ministra republicana y católica de la historia de Irlanda del Norte, al frente del Gobierno junto a Emma Little-Pengelly.

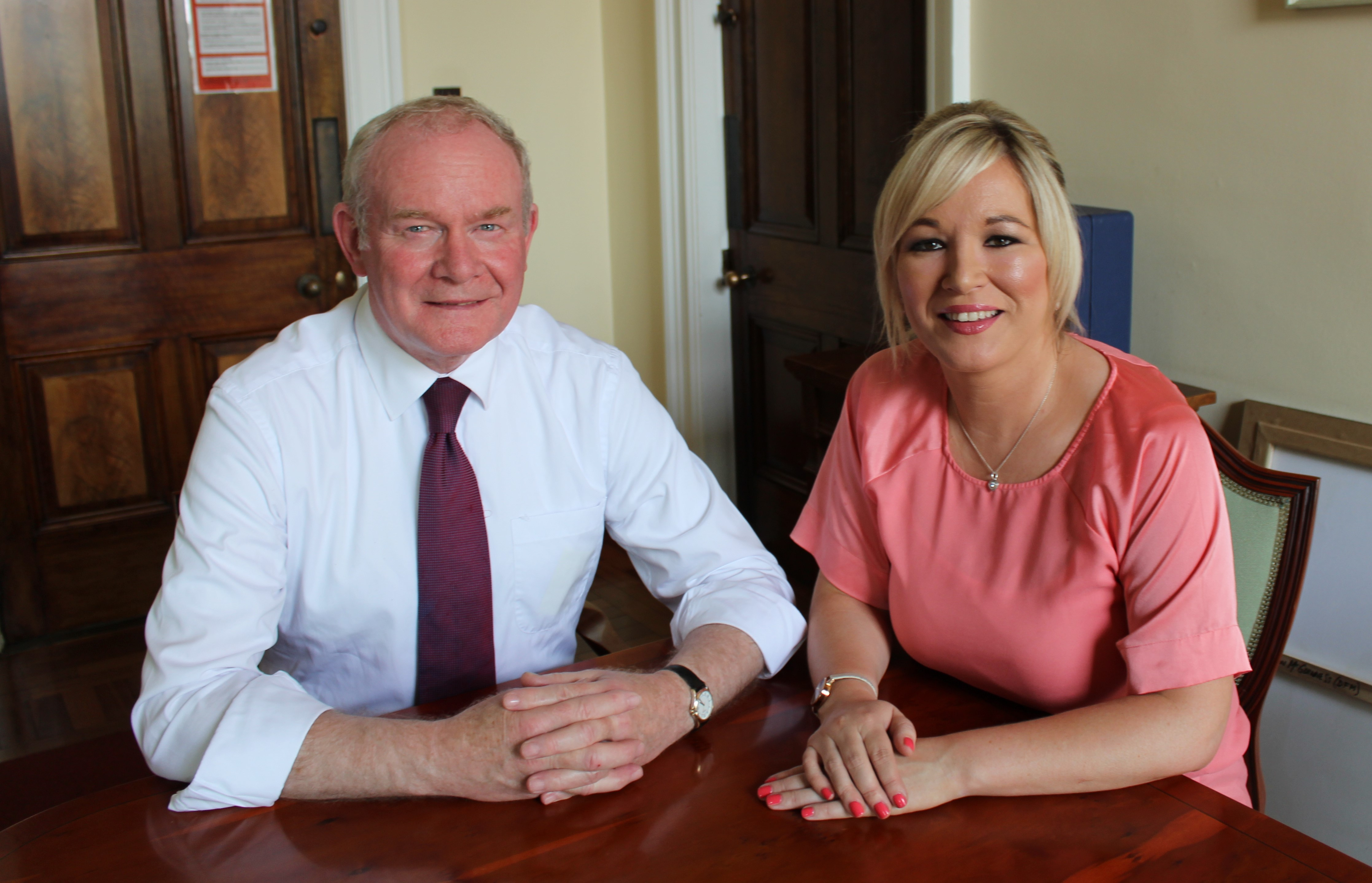
Michelle O'Neill reemplazó a Martin McGuinness en el liderato del Sinn Féin en la Asamblea de Irlanda del Norte

## Biografía
O'Neill nació en el seno de una familia republicana de la pequeña Clonoe en el condado de Tyrone. Su padre, Brendan Doris, fue preso político involucrado en el IRA y antiguo consejero del Sinn Féin. Su tío, Paul Doris, es expresidente nacional del Comité de Ayuda Norirlandés. Su primo, Tony Doris, fue uno de los tres miembros del IRA Provisional muertos a tiros por el Servicio Aéreo Especial en "La Emboscada de Coagh" que tuvo lugar el 3 de junio de 1991. Después de la muerte de Brendan en 2006, Martin McGuinness, que aún no era viceministro principal, rindió tributo a la familia Doris, "una familia republicana conocida y respetada [que] ha desempeñado un papel significativo en la lucha republicana durante muchos años".
En la adolescencia, estudió en la Academia de San Patricio en Dungannon y posteriormente comenzó a formarse para convertirse en técnica de contabilidad. Estudió una formación profesional para ser asistente social.

### Trayectoria política
O'Neill se involucró en la política norirlandesa en su adolescencia, ayudando a su padre en el trabajo de la circunscripción en su papel como concejal de Dungannon. Se unió al Sinn Féin después del Acuerdo de Viernes Santo en 1998, a los 21 años y comenzó a trabajar como asesora de Francie Molloy en la Asamblea de Irlanda del Norte. Mantuvo este cargo hasta 2005, cuando fue elegida para representar el área electoral de Torrent en Dungannon y formar parte del concejo municipal de la Ciudad de South Tyrone, tomando el asiento que había sido ocupado por su padre. Ella llevó a cabo el cargo del consejo hasta 2011, mientras que también se convirtió en miembro de la Asamblea de Irlanda del Norte por el Mid Ulster en 2007.

### Alcaldesa de Dungannon y South Tyronne
En 2010, O'Neill fue elegida alcaldesa de Dungannon y South Tyrone. Fue la primera mujer en asumir la alcaldía así como una de las personas más jóvenes.

### Ingreso al gobierno
Reemplazó a Michelle Gildernew como ministra del Departamento de Agricultura y Desarrollo Rural de Irlanda del Norte después de las elecciones de la Asamblea de 2011. Una de sus decisiones clave en el papel era para mover la sede del Departamento de Belfast a un antiguo cuartel del Ejército en Ballykelly, condado de Londonderry, invalidando un informe interno en el proceso.
Después, como ministra de Salud tras las elecciones de 2016, presentó un ambicioso plan de modernización a diez años para hacer que el sistema de salud y asistencia social de Irlanda del Norte. También anunció la eliminación del veto de la donación de sangre para hombres gays, que todavía persistía en Irlanda del Norte. Apoyó la legalización del aborto y el matrimonio entre personas del mismo sexo, posturas que destacaron en un panorama político norirlandés más bien conservador en cuestiones sociales.

### Liderazgo en elSinn Féin
Michelle O'Neill se convirtió a los 40 años en la sucesora del histórico Martin McGuinness al frente del Sinn Féin en el Úlster. La dimisión de McGuinness, en protesta por el escándalo de corrupción en las primas a las energías renovables que salpicó al Partido Unionista Democrático quien cogobierna con Sinn Féin, forzó una crisis de gobierno. El exlíder de Sinn Féin en Irlanda del Norte confirmó días después su intención de dejar la política por problemas de salud (una amiloidosis que afecta a sus órganos vitales). O'Neill se impuso en la recta final a Pearse Dhohert y a Conor Murphy, otro histórico de Sinn Féin, que llegó estar encarcelado por su pertenencia al IRA. En las elecciones anticipadas del 2 de marzo de 2017 para la Asamblea de Irlanda del Norte, encabezó la lista del Sinn Féin.
En las elecciones que siguieron a la renuncia de McGuinness, O'Neill revalidó el escaño en la Asamblea, encabezando la encuesta en Mid Ulster y con una participación del 20.6%.
En febrero de 2018, O'Neill asumió la vicepresidencia del Sinn Féin, sucediendo a Mary Lou McDonald, quien asumió la presidencia tras la jubilación de Gerry Adams. En noviembre de 2019 se enfrentó por el liderazgo del partido a John O'Dowd, ganando con el 67% de los votos.
En enero de 2020 se convirtió en vice primera ministra de Irlanda del Norte junto a la líder del Partido Democrático Unionista Arlene Foster, tras la restauración del pacto entre las principales formaciones y después de tres años de parálisis del gobierno. El proceso de negociación duró nueve meses y culminó con un documento titulado "Nueva década, nuevo enfoque".
El Sinn Féin ganó las elecciones parlamentarias de Irlanda del Norte de 2022 con el 29% de los votos y 25 de los 90 escaños de la Asamblea. Más que sobre la cuestión de la reunificación irlandesa, Michelle O'Neill hizo campaña sobre los problemas cotidianos que afectan a la población: la mejora de los servicios sanitarios en Irlanda del Norte, la crisis de la vivienda y el coste de la vida, en un contexto de elevada inflación. Preparada para convertirse en primera ministra de Irlanda del Norte, afirmó que quería ofrecer "un liderazgo integrador que celebre la diversidad, que garantice los derechos y la igualdad de quienes han sido excluidos, discriminados o ignorados en el pasado".
Michelle O'Neill no pudo asumir el cargo de primera ministra tras las elecciones debido al bloqueo de las instituciones por parte de los partidos unionistas, que piden que se abandonen los controles aduaneros con Gran Bretaña (como consecuencia del Brexit). Otros se negaron a volver al Parlamento norirlandés para evitar participar en un Gobierno dirigido por primera vez por un primer ministro del Sinn Féin. Los unionistas aceptaron finalmente, tras un acuerdo alcanzado con el Gobierno británico en enero de 2024, volver y gobernar con el Sinn Féin.

## Vida personal
Casada con Paddy O'Neill. Tienen dos hijos: Saoirse y Ryan. O'Neill es una apasionada de los deportes gaélicos y es miembro de su club Asociación Atlética Gaélica local, Clonoe O'Rahilly.